# Fuente hidrotermal

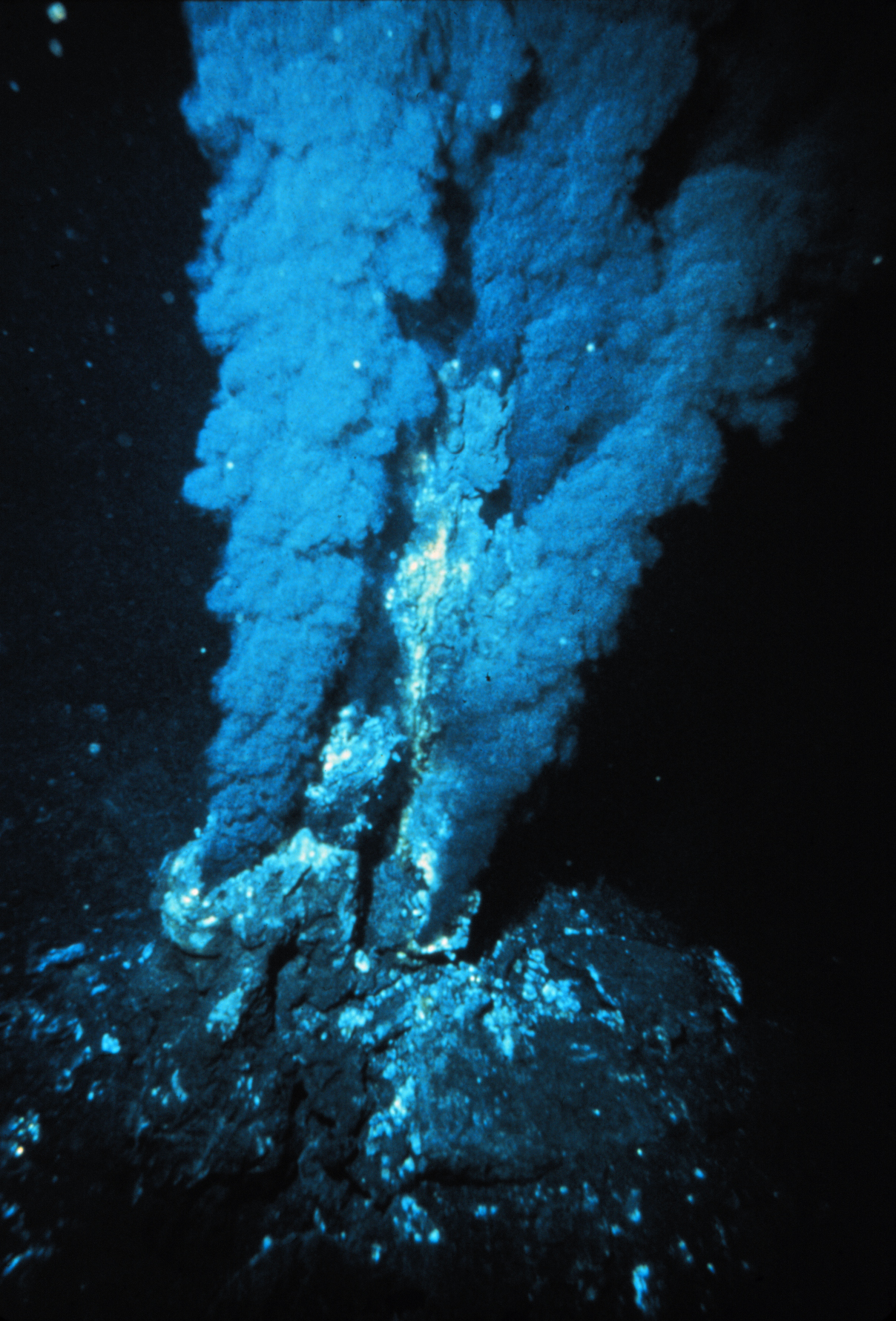
Fuente o respiradero hidrotermal de la dorsal Atlántica.

Caracterización química de la circulación hidrotermal en las dorsales mediooceánicas.

Una fuente hidrotermal, también traducido a veces como respiradero hidrotermal o fumarola hidrotermal, es una grieta en la superficie de un planeta de la cual fluye agua geotermalmente caliente. Las fuentes hidrotermales se encuentran comúnmente en lugares volcánicamente activos donde el magma está relativamente cerca de la superficie del planeta. Las fuentes hidrotermales son abundantes en la Tierra porque es geológicamente activa y tiene gran cantidad de agua en su superficie. Los tipos comunes en la Tierra incluyen fuentes hidrotermales subacuáticas, aguas termales y los géiseres.